# يان هندرسون (صحفي)
يان هندرسون (بالإنجليزية: Ian Henderson)‏ هو صحفي ومذيع أخبار أسترالي، ولد في 15 أغسطس 1953 في ملبورن في أستراليا.